# Stefano Giovannoni
Stefano Giovannoni (* 1954 in La Spezia, Italien) ist ein italienischer Architekt und Designer.
Stefano Giovannoni studierte bis 1978 Architektur in Florenz, und seit 1979 lehrte er dort auch selbst.
Heute lebt und arbeitet er in Mailand.
Zusammen mit Guido Venturini gründete er das Studio „King-Kong“ in den 1980er Jahren.
Er entwarf eine Vielzahl von originellen Designs für Alessi (Design), daneben arbeitet er auch für Fiat, Siemens, Henkel, Lavazza und etliche weitere Firmen.